# Zamek Zniev
Zamek Zniev (słow. Znievsky hrad) – ruiny średniowiecznego zamku w historycznym regionie Turiec na Słowacji, dziś w powiecie Martin w kraju żylińskim.
Zamek zbudowano na szczycie wapiennej góry Zniev (985 m n.p.m.), będącej najbardziej na północ wysuniętym fragmentem grupy górskiej Żaru. Wznosi się 500 m ponad wsią Kláštor pod Znievom. Był najstarszym zamkiem w Kotlinie Turczańskiej. Powstał zapewne już w XII w. Jako castrum Turus występuje on w dokumencie wystawionym w 1243 r. w kancelarii króla węgierskiego Beli IV, który w nim właśnie znalazł schronienie przed nawałą tatarską w latach 1241–1242. O budowniczym zamku, Andrzeju, synu Iwanka, dowiadujemy się z innego pisma Beli IV z 1253 r.
Od połowy XIII w. królewski zamek należał do komitatu (stąd nazwa Turčianský hrad), w 1320 r. przeszedł jednak w ręce kościelne. Prawdopodobnie w tym czasie został rozbudowany o odległą o ok. 100 m część dolną. Gdy w 1339 r. Turiec został wydzielony z wielkiej żupy zwoleńskiej i powstał samodzielny komitat turczański, jego siedzibą stał się już zamek sklabiński. Znaczenie zamku turczańskiego spadło i z tego czasu pochodzi jego nowa nazwa: Zniev.
W 1530 r. dowódca załogi zamkowej poddał Zniev zwolennikom Zápolyów. Później zamek zdobyły wojska króla Ferdynanda I Habsburga, mocno go uszkadzając. W 1605 r. przeszedł w ręce powstańców Stefana Bocskaya, w 1681 – kuruców Emeryka Thököly’ego, a w 1705 – wojsk Franciszka II Rakoczego. Po upadku powstania Rakoczego zamek również podupadł. Do dziś zachowały się dość dobrze ruiny dolnego zamku. Zabudowania zamku górnego czytelne są jedynie z konfiguracji terenu.
Na zamek Zniev prowadzi z Klasztoru pod Zniewem szlak turystyczny. Z ruin interesująca panorama Kotliny Turczańskiej i otaczających ją pasm górskich.